# Georgisch-türkische Beziehungen
Die Georgisch-türkischen Beziehungen sind das zwischenstaatliche Verhältnis zwischen Georgien und der Türkei. Aufgrund der jahrhundertealten historischen und kulturellen Verbindungen zwischen den beiden Ländern sind die Beziehungen im Allgemeinen herzlich, auch wenn es gelegentlich zu Meinungsverschiedenheiten kommt. Seit der Unabhängigkeit Georgiens von der Sowjetunion wurde die politische und wirtschaftliche Kooperation beider Länder deutlich vertieft und 2023 war die Türkei zum wichtigsten Handelspartner Georgiens aufgestiegen. Es gibt zahlreiche Georgier im Nordosten der Türkei und auch eine turksprachige Minderheit (Mescheten) in Georgien. Beide Länder sind Vollmitglieder des Europarats, der Organisation für Sicherheit und Zusammenarbeit in Europa, der BLACKSEAFOR (Black Sea Naval Co-operation Task Group) und der Schwarzmeer-Wirtschaftskooperation. Die Türkei unterstützt außerdem den NATO-Beitritt Georgiens.

## Geschichte

### Frühe Beziehungen
Die Beziehungen zwischen Georgien und den Vorläuferstaaten der heutigen Türkei reichen bis ins Mittelalter zurück. Seit dem 16. Jahrhundert gerieten west- und südgeorgische Landesteile in den Einflussbereich des expandierenden Osmanischen Reiches, das im Kaukasus in Konkurrenz zum Safawiden-Persien stand. Infolgedessen gerieten Regionen wie Adscharien (um Batumi) und Samzche unter osmanische Herrschaft, was zur Ausbreitung des Islams in Georgien führte. Die georgischen Königreiche und Fürstentümer – zersplittert seit dem 15. Jahrhundert – versuchten, zwischen den Großmächten zu manövrieren: Einige leisteten Tributzahlungen an die Osmanen oder wurden zeitweise deren Vasallen, während andere Bündnisse mit Persien oder später Russland suchten. Zwar konnten georgische Herrscher gelegentlich Teilgebiete von den Osmanen zurückerobern (Batumi etwa 1564 und 1606), doch vermochten sie ihre Herrschaft nicht dauerhaft zu behaupten.  Im 18. Jahrhundert verstärkte das ostgeorgische Königreich Kartli-Kachetien unter Erekle II. seine Annäherung an das Zarenreich aus Furcht vor osmanischen und persischen Einfällen und stellte sich 1783 unter russischen Schutz (Vertrag von Georgijewsk). Während des 5. Russisch-Osmanischen Krieges (1768–1774) kämpften Georgier an der Seite Russlands gegen die Osmanen; der Frieden von Küçük Kaynarca 1774 ignorierte ihre Interessen jedoch weitgehend.

### Türkei und das russische/sowjetische Georgien
Nach der Eingliederung Georgiens ins Zarenreich Anfang des 19. Jahrhunderts fanden direkte Beziehungen zwischen Georgien und dem Osmanischen Reich nur noch im Kontext russisch-osmanischer Konflikte statt. Georgische Gebiete wurden Schauplatz mehrerer Russisch-Osmanischer Kriege: So versuchte Russland im Krieg von 1828–1829 vergeblich, die osmanisch kontrollierte Hafenstadt Batumi einzunehmen; die Osmanen konnten ihre Festungen halten und befestigten die Region weiter.  Im Krieg von 1877/78 eroberte Russland schließlich die letzten osmanisch beherrschten Landesteile in Georgien (Adscharien und Batumi) und besiegelte dies im Frieden von San Stefano und auf dem Berliner Kongress 1878. In der Folge kam es zu einem Massenauszug muslimischer Georgier aus Adscharien ins Osmanische Reich. Nach dem Ersten Weltkrieg erklärte Georgien 1918 seine Unabhängigkeit und stand kurz darauf dem zusammenbrechenden Osmanischen Reich bzw. der türkischen Nationalbewegung gegenüber. Beide Seiten rangen um Grenzgebiete im Südwesten Georgiens. Im Oktober 1921 zogen die junge türkische Republik unter Mustafa Kemal Pascha und Sowjetrussland (stellvertretend für die nun bolschewistisch regierten Transkaukasusrepubliken) im Vertrag von Kars die bis heute gültige Grenze: Die Türkei erhielt die früher zu Georgien gehörigen Provinzen Kars und Ardahan, während Georgien die Hafenstadt Batumi und das Umland  behielt, die als Autonome Republik Adscharien in die Georgische SSR eingegliedert wurden.
In der Zwischenkriegszeit pflegte die Republik Türkei freundschaftliche Beziehungen zur Sowjetunion; im Vertrag von Moskau 1921 und einem Neutralitätspakt 1925 erkannte Ankara die sowjetischen Grenzen (einschließlich Georgiens) an und betrachtete die UdSSR unter Atatürk zeitweise als wichtigen Partner in der Außenpolitik. Nach dem Zweiten Weltkrieg trübten sich die Beziehungen: Die sowjetische Regierung unter dem ethnischen Georgier Stalin stellte 1945 Gebietsansprüche auf Kars und Ardahan im Namen der Georgischen und Armenischen SSR, was die Türken alarmierte.  Ankara rückte infolgedessen politisch in das westliche Lager und trat 1952 der NATO bei. Während des Kalten Krieges blieb die Grenze zwischen der Türkei und der Georgischen SSR strikt geschlossen, offizielle Kontakte beschränkten sich auf das Minimum.

### Beziehungen nach 1990
Die Türkei gehörte 1991 zu den ersten Staaten, die Georgiens Unabhängigkeit anerkannten, und nahm im Mai 1992 offizielle diplomatische Beziehungen zu Tiflis auf. Seither haben sich die bilateralen Beziehungen kontinuierlich vertieft und gelten als freundschaftlich und strategisch bedeutsam. Ankara unterstützt nachdrücklich die Souveränität und territoriale Integrität Georgiens und erkennt die Separatistengebiete Abchasien und Südossetien nicht an. Ebenso befürwortet die Türkei Georgiens Annäherung an euro-atlantische Strukturen und hat die NATO- und EU-Aspirationen des Landes wiederholt bekräftigt. Beide Länder kooperieren eng in Sicherheits- und Verteidigungsfragen. Zusammen mit Aserbaidschan wurde 2012 ein trilaterales Kooperationsformat etabliert, das regelmäßige Treffen der Außen- und Verteidigungsminister sowie gemeinsame Militärübungen umfasst. Zahlreiche Großprojekte stärken die geopolitische Partnerschaft: So verlaufen die Erdölpipeline Baku–Tiflis–Ceyhan (BTC, seit 2006 in Betrieb) und die Erdgaspipeline Baku–Tiflis–Erzurum (BTE, seit 2007) durch Georgien in die Türkei, und 2017 wurde die Bahnstrecke Kars–Achalkalaki–Tiflis–Baku als Teil des Transportkorridors TRACECA eröffnet, die beide Länder über den Schienenweg verbindet. Diese Infrastrukturprojekte – einschließlich der Transanatolischen Gaspipeline (TANAP), welche Erdgas aus Aserbaidschan via Georgien in die Türkei transportiert – haben Georgiens Rolle als Transitland gestärkt und die energie- und handelspolitische Verflechtung mit der Türkei vertieft. 2016 gründeten beide Regierungen zudem einen hochrangigen strategischen Kooperationsrat, dessen erste Sitzung in Ankara stattfand.

## Wirtschaftsbeziehungen
Die georgisch-türkischen Wirtschaftsbeziehungen haben sich seit 1991 dynamisch entwickelt. Ein wichtiger Meilenstein war das Freihandelsabkommen von 2007, das 2008 in Kraft trat und Zölle auf die meisten Waren abschaffte. Seither haben Handelsvolumen und Investitionen deutlich zugenommen. Die Türkei ist mittlerweile Georgiens größter Handelspartner: Im Jahr 2023 erreichte der bilaterale Warenhandel einen Wert von rund 3 Milliarden US-Dollar. Georgien exportiert vor allem Metalle, mineralische Produkte, Agrarwaren und re-exportierte Kraftfahrzeuge in die Türkei, während es im Gegenzug aus der Türkei Maschinen, Baumaterialien, Konsumgüter und Lebensmittel bezieht. Türkische Unternehmen gehören auch zu den bedeutendsten ausländischen Investoren in Georgien und zahlreiche öffentliche Bauprojekte im Land wurden von türkischen Bauunternehmen vollendet. Mehrere gemeinsame Infrastrukturprojekte wurden verwirklicht und beide Länder per Eisenbahnlinie verbunden.
Die wirtschaftliche Verzahnung zeigt sich auch im Dienstleistungssektor: Die Türkei gehört zu den Hauptquellländern für Touristen in Georgien – so sind z. B. die Casinos und Badeorte in Batumi besonders bei türkischen Besuchern beliebt. Im Jahr 2011 führten die Nachbarstaaten zudem die Möglichkeit gegenseitiger visafreier Reisen mit Personalausweis ein, was den Austausch von Besuchern und Geschäftsleuten erleichterte.

## Kultur und Migration
Die historischen Verflechtungen zwischen Georgiern und Türken spiegeln sich in Kultur und Migration wider. In der heutigen Türkei lebt eine bedeutende Gruppe von Bürgern georgischer Abstammung, die auf Auswanderungswellen vom 19. Jahrhundert bis in die sowjetische Epoche zurückgeht. Viele dieser Chveneburi (Georgier in der Türkei) sind muslimischen Glaubens und wurden über die Generationen assimiliert, doch pflegen manche bis heute georgische Traditionen und Dialekte in ihren Gemeinden. Die Anzahl der türkischen Georgier wird auf bis zu 1,5 Millionen geschätzt. Umgekehrt existiert in Georgien – vor allem in der Autonomen Republik Adscharien – eine türkisch-muslimische Minderheit, deren kulturelle Bindungen an die Türkei auf die osmanische Herrschaft zurückgehen. Zahlreiche Georgier nutzen die Arbeits- und Bildungsmöglichkeiten in der Türkei; insbesondere in den 1990er- und 2000er-Jahren migrierten viele Arbeitskräfte aus Georgien temporär in türkische Städte.
Im Bereich Kultur und Bildung arbeiten beide Staaten eng zusammen. In Tiflis ist ein türkisches Kulturzentrum (Yunus-Emre-Institut) tätig, während an türkischen Universitäten georgische Sprache gelehrt wird. Darüber hinaus gibt es Abkommen zum Schutz des gemeinsamen Kulturerbes: So wurde vereinbart, historische georgische Kirchen in der Türkei (etwa in Tao-Klardschetien) mit Unterstützung Georgiens zu restaurieren, während die Türkei sich am Erhalt osmanischer Baudenkmäler in Georgien und der Restauration und dem Neubau von Moscheen für die muslimische Minderheit in Georgien beteiligt.

## Diplomatischen Standorte
- Georgien hat eine Botschaft in Ankara und Generalkonsulate in Istanbul und Trabzon.
- Die Türkei hat eine Botschaft in Tiflis und ein Generalkonsulat in Batumi.